# Dywizja Piechoty Schlageter
Dywizja Piechoty Schlageter (1 Dywizja RAD, niem. Infanterie-Division Schlageter) – jedna z niemieckich dywizji Reichsarbeitsdienstu. Utworzona pod koniec marca 1945 roku na poligonie Munsterlager, w 35 fali mobilizacyjnej. Składała się z oddziałów wycofanej z Prus Wschodnich 299 Dywizji Piechoty i 7,500 ludzi Reichsarbeitsdienstu. Podczas tworzenia przerzucona w okolice Ludwigslust, od końca kwietnia podlegała 3 Armii Pancernej. Z początkiem maja dostała się do niewoli amerykańskiej. Nazwa pochodzi od niemieckiego terrorysty skazanego na śmierć przez Francuzów Alberta Leo Schlagetera.

## Dowódca dywizji
- generał porucznik Wilhelm Heun

## Skład
- 1 Pułk Grenadierów Schlageter
- 2 Pułk Grenadierów Schlageter
- 3 Pułk Grenadierów Schlageter
- Batalion Fizylierów Schlageter
- Batalion Niszczycieli Czołgów Schlageter
- Pułk Artylerii Schlageter
- Batalion Pionierów Schlageter
- Batalion Łączności Schlageter